# Большепорекское сельское поселение
Большепорекское сельское поселение — муниципальное образование в составе Кильмезского района Кировской области России.
Центр — деревня Большой Порек.

## История
Большепорекское сельское поселение образовано 1 января 2006 года согласно Закону Кировской области от 07.12.2004 № 284-ЗО.

## Население
| 2010 | 2012 | 2013 | 2014 | 2015 | 2016 | 2017 |
| ---- | ---- | ---- | ---- | ---- | ---- | ---- |
| 514  | ↘487 | ↘479 | ↘475 | ↘464 | ↗465 | ↘458 |
| 2018 | 2019 | 2020 | 2021 |      |      |      |
| ↘444 | ↘424 | ↗428 | ↘402 |      |      |      |

## Состав
В состав поселения входят 3 населённых пункта (население, 2010):
- деревня Большой Порек — 513 чел.;
- деревня Алинерь — 1 чел.;
- деревня Нижний Порек — 0 чел.